# Àmal (nom)
Àmal és un nom masculí i femení àrab (àrab: أمل, Amal) que literalment significa ‘esperança’, ‘il·lusió’. Si bé Àmal és la transcripció normativa en català del nom en àrab clàssic, també se'l pot trobar transcrit Amal. Aquest nom també el duen musulmans no arabòfons que l'han adaptat a les característiques fòniques i gràfiques de la seva llengua.
Vegeu aquí personatges i llocs que duen aquest nom.